# Голубой хирург
Голубой хирург, или флаговый хирург (лат. Paracanthurus hepatus) — вид морских лучепёрых рыб семейства хирурговых. Единственный представитель рода Paracanthurus.

## Описание
Тело сжатое с боков, яйцевидной формы. Длина тела составляет от 15 до 30 см. Для этого вида характерны длинные спинной и анальный плавники, а также отвесно спадающий лоб. Окраска тела тёмно-синяя с выделяющимся чёрным рисунком, хвостовой плавник жёлтый. Большие глаза позволяют отлично ориентироваться в тёмных водах. Самцы немного крупнее, чем самки. Продолжительность жизни составляет 20 лет.

## Распространение
Голубой хирург распространён в Индо-Тихоокеанской области от Восточной Африки до Японии и Самоа.
Рыбы предпочитают жить на внешних склонах коралловых рифов на глубине до 40 м между кораллами и в расщелинах скал. Мальки живут в стаях, взрослые рыбы — в парах или поодиночке.

## Биология
Голубой хирург питается планктоном, а также водорослями, что отличает его от большинства рыб-хирургов. Половозрелость наступает в возрасте двух лет. Мальки живут в маленьких стаях, прячась от хищников между кораллами.

## В кинематографе
Героиня анимационного фильма «В поисках Немо», забывчивая рыбка Дори, — голубой хирург. В июне 2016 года вышел сиквел «В поисках Дори», где голубой хирург занимает главное место в повествовании.